# Steve Jordan
Steve Jordan (n. Nueva York, Estados Unidos, el 14 de enero de 1957) es un multiinstrumentista, compositor, director, y productor musical, y artista ganador de Grammys del Bronx de la ciudad de Nueva York. Graduado de la Fiorello H. LaGuardia High School of Music & Art and Performing Arts, Jordan también ha lanzado un programa educacional para bateristas titulado The Groove is Here.
Probablemente más conocido por sus fanes como baterista, Jordan ha sido miembro de varios grupos musicales, y ha pasado gran parte de su carrera apoyando a otros músicos famosos como músico acompañante al igual que como músico de sesiones en estudios de grabación. Ha ganado importante visibilidad en tiempos recientes como miembro, escritor y coproductor de Keith Richards and the X-Pensive Winos y, más adelante, con el John Mayer Trio. Poco después de participar en este último proyecto, pasó gran parte de su carrera apoyando a otras luminarias de la industria, entre ellos Eric Clapton, haciendo una gira con su grupo y grabando con otros en el estudio, al mismo tiempo que ha continuado trabajando tiempo completo como productor musical.
En la actualidad se encuentra actuando como batería de los Rolling Stones, en reemplazo del fallecido Charlie Watts para la gira No Filter Tour, aunque como miembro no oficial de la banda.

## Biografía

### Primeros años
Jordan era tan solo un adolescente cuando toco por primera vez con el grupo de Stevie Wonder. Más adelante tocaría la batería para el grupo musical de Saturday Night Live en los años 1970. Cuando John Belushi y Dan Aykroyd salieron de gira como The Blues Brothers a principio de los años 1980, Jordan fue su baterista, y grabó con ellos el álbum que surgió de esa gira, siendo reconocido como Steve "Getdwa" Jordan. No obstante, no formó parte de la película del mismo nombre. También tocó la batería para la World's Most Dangerous Band de Paul Shaffer en el Late Night with David Letterman entre 1982 y 1986; cuando dejó el programa y fue reemplazado por el baterista actual, Anton Fig.

### Keith Richards and the X-Pensive Winos, y The Rolling Stones

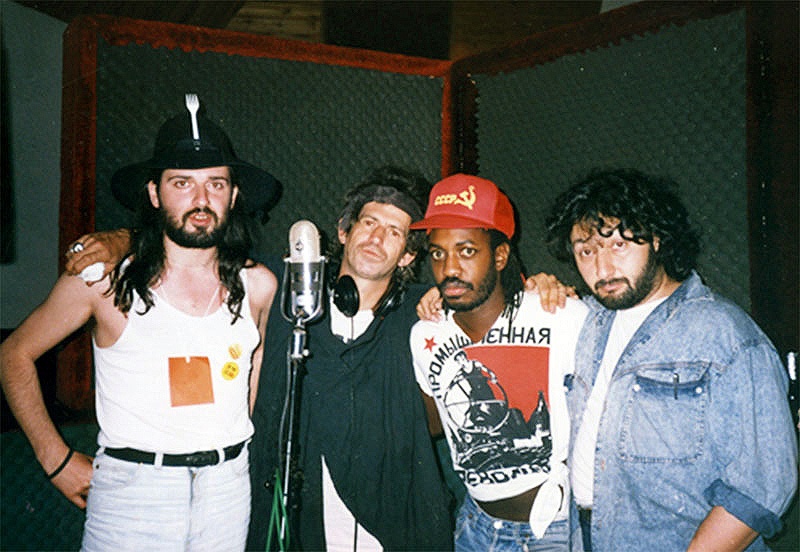
Jordan junto a los X-Pensive Winos de Richards. De izquierda a derecha: Sergey Voronov, Keith Richards, Steve Jordan y Stas Namin

Jordan, junto con otro pupilo de Shaffer, Anton Fig, formó parte del álbum de los Rolling Stones de 1986, Dirty Work, debido a que la participación de Charlie Watts fue menor por sus problemas de abuso de sustancias a mediados de los años 1980.
Gracias a su trabajo en el álbum, Keith Richards contrató a Jordan para que tocase la versión de Aretha Franklin «Jumpin' Jack Flash» en la película del mismo nombre. Según Richards, Jordan le había presionado en el vuelo de vuelta a casa luego de la sesión de grabación de la versión de Aretha Franklin en Detroit para que lo incluyese en el documental de Taylor Hackford Hail! Hail! Rock 'n' Roll, un tributo a Chuck Berry. Richards esperaba poder incluir a Charlie Watts en el proyecto, pero cuando esto se volvió imposible, Jordan fue contratado y apareció en muchas escenas con Berry y Richards.
El éxito de este proyecto llevó a la inclusión de Jordan en Keith Richards and the X-Pensive Winos, un grupo que hizo una gira y grabó con Richards en 1988 y 1992 para Talk is Cheap y Main Offender, respectivamente. De hecho, Jordan coprodujo los dos álbumes y se le acredita la autoría de las canciones junto a Richards.
Jordan también participó de manera indirecta en el siguiente álbum de los Stones, Steel Wheels, de 1989, ya que fue coautor junto a Jagger/Richards de la canción «Almost Hear You Sigh», que llegó al Billboard Hot 100, concretamente al puesto 50 en los Estados Unidos y al puesto 31 en el Reino Unido en diciembre de ese año. No obstante, no llegó a participar de forma activa en la grabación de dicho álbum.

### John Mayer Trio

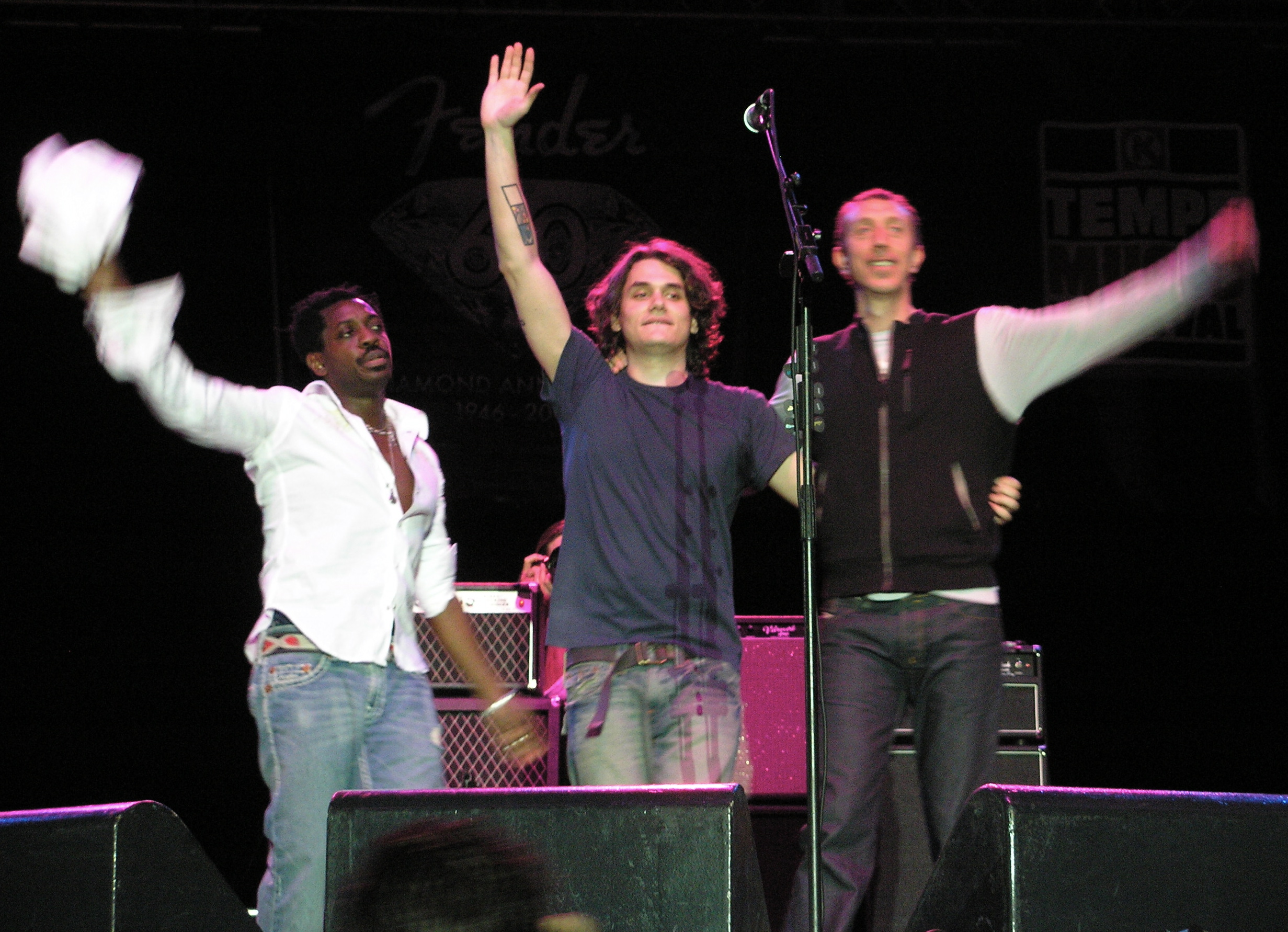
De izquierda a derecha: Steve Jordan, John Mayer, y Pino Palladino

Jordan es miembro del John Mayer Trio, un power trio de blues rock que consiste de Jordan en la batería y los coros, el bajista Pino Palladino y el cantante-guitarrista John Mayer. El grupo fue formado en 2005 por Mayer como una desviación de su carrera pop-acústica. El trío lanzó el álbum Try! el 22 de noviembre de 2005. El álbum en vivo de once pistas incluyes covers de canciones tales como "Wait Until Tomorrow" de Jimi Hendrix y "I Got A Woman" de Ray Charles, dos canciones del álbum Heavier Things de John Mayer, al igual que nuevas canciones escritas por Mayer, además de tres canciones escritas por Jordan, Mayer y Palladino: "Good Love Is On The Way," "Vultures," y "Try." Jordan y Mayer también produjeron el álbum en forma conjunta con Columbia Records.
El trío también dio una presentación en vivo el 8 de diciembre de 2007 en Los Ángeles, California en el L.A. Live Nokia Theatre para el 1.er Annual Holiday Charity Revue, evento que recolectó fondos para varias caridades de la zona de Los Ángeles. El lanzamiento en DVD/CD, titulado Where the Light Is: John Mayer Live in Los Angeles incluye a Palladino en el bajo y Jordan en la batería.
Jordan luego colaboraría con Mayer y Charlie Hunter en la escritura "In Repair", la undécima pista del álbum de 2006 de Mayer titulado Continuum. Jordan también contribuyó con el cuarto álbum de Mayer, Battle Studies; videos de las sesiones de grabación pueden ser encontrados en YouTube.

### The Rolling Stones, en sustitución de Charlie Watts
La gira No Filter Tour, del grupo The Rolling Stones, estaba programada para concluir en 2020, pero tuvo que ser pospuesta debido a la pandemia de Covid-19. Se anunció que se reanudaría en septiembre de 2021.
No obstante, a principios de agosto se anunció que, debido a problemas médicos, el batería Charlie Watts sería sustituido a la batería por Steve Jordan por lo que restaba de gira, ya que era colaborador habitual de confianza de Keith Richards en los X-Pensive Winos, y, de hecho, también colaboró con los propios Stones en 1986, en la grabación del álbum Dirty Work, en un momento en que Watts estaba delicado por su adicción a la heroína.
Sin embargo, el 24 de agosto de 2021, se anunció el fallecimiento de Charlie Watts a los 80 años. Por tanto, se anunció que Jordan sería el sustituto de Watts, aunque no como miembro oficial.
Jordan debutó con el grupo el 20 de septiembre de 2021, en un concierto privado que el grupo dio en el Gillette Stadium de Foxborough, Massachusetts, como antesala al reinicio de la gira.

## Carrera como productor
Ha grabado con artistas como Don Henley, John Mellencamp, Andrés Calamaro, Los Tres, Cat Stevens, Bob Dylan, Sonny Rollins, BB King, Stevie Nicks, Sheryl Crow, Neil Young, Jon Spencer Blues Explosion, Kelly Clarkson, y muchos más. Fue parte del DVD de 1998 de James Taylor, Live at the Beacon Theatre.
Jordan ganó un Premio Grammy como mejor productor por el álbum de Robert Cray, Take Your Shoes Off, y fue nominado para el mismo premio por su trabajo como productor en el álbum de Buddy Guy Bring 'Em In. Pese a haber participado como músico en incontables canciones, desde If I Ain't Got You de Alicia Keys hasta Devils Dust de Bruce Springsteen, continúa trabajando como productor en obras como el álbum de John Mayer Continuum, That's What I Say de John Scofield, Possibilities de Herbie Hancock, y 23rd St. Lullaby con Patti Scialfa.
En 2006, Jordan se unió al grupo escogido personalmente por Eric Clapton para su gira de Europa de ese mismo año, que incluyó siete shows con localidades agotadas en el Royal Albert Hall. Continuó tocando con el grupo de Clapton cuando hicieron una gira de América del Norte en 2007.
En 2008, Jordan produjo y tocó la percusión en una de las pistas del tercer álbum de Los Lonely Boys, Forgiven, en East Side Stages en Austin, Texas.
En 2009 fue nominado nuevamente a un Grammy a la Mejor banda sonora para una Película, Televisión u Otro Medio Visual, por su trabajo en la banda sonora de la película Cadillac Records.
En 2013, Jordan produjo el álbum de Boz Scaggs, Memphis.

## The Verbs
Jordan formó un grupo musical con su esposa, Meegan Voss, y han dado giras y grabado bajo el nombre del grupo, The Verbs. Su música ha sido descrita como "El coctél perfecto de un grupo de chicas, brit-pop, country, ska y rock and roll". Dieron una gira en Japón en 2006 por la ocasión del lanzamiento de su primer álbum, And Now... The Verbs. Luego de su álbum debut pulicaron Trip, y al igual que en su álbum inicial, éste cuenta con Tamio Okuda en la guitarra, Pino Palladino en el bajo y Danny "Kootch" Kortchma en guitarras clásicas adicionales.

## Discografía
Con The Blues Brothers
- Briefcase Full of Blues, 1978
- Made in America, 1980
- Best of the Blues Brothers, 1981

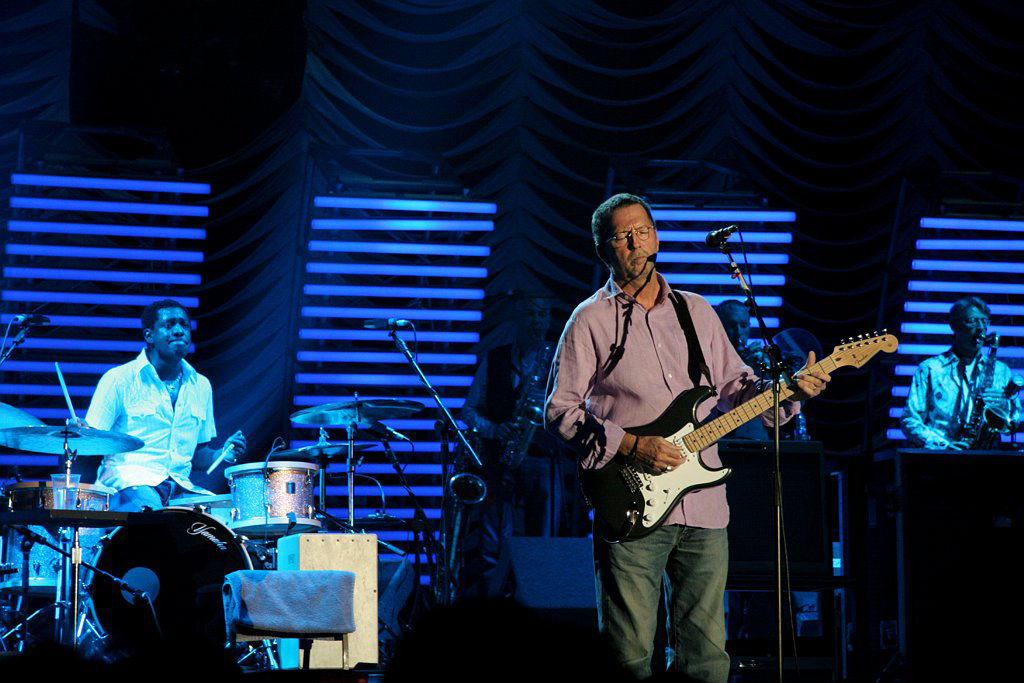
Steve Jordan, izquierda, tocando la batería junto a Eric Clapton en el Crossroads Guitar Festival en 2007

- Dancin' Wid Da Blues Brothers, 1983
- Everybody Needs the Blues Brothers, 1988
- The Definitive Collection, 1992
- The Very Best of The Blues Brothers, 1995
- The Blues Brothers Complete, 2000
- The Essentials, 2003

Como sideman
- Con Patti Austin

- - Havana Candy (CTI, 1977)

- Con Don Pullen

- - Montreux Concert (Atlantic, 1977)

- Con Booker T. & the M.G.'s

- - That's The Way It Should Be (Columbia, Acadia 1994)

- Con Cat Stevens

- - Back to Earth (A&M, Island)

- Con Keith Richards

- - Talk Is Cheap (Virgin, 1988)
  - Main Offender (Virgin, 1992)
  - Crosseyed Heart (Republic Records, 2015)

- Con  Los Tres "Hágalo usted mismo"
- Con Neil Young

- - Landing on Water (Geffen, 1986)

## Equipamiento
Jordan toca en un set de batería Yamaha y cimbales Paiste personalizados. Sus baquetas personalizadas son de Vic Firth.
Batería acústica Yamaha Maple personalizada:
- Caja MSD-1315 14"x6.5"
- Bombo MBD-1324 24"x16"
- Tom MTT-1312J 12"x8"
- Tom de piso MFT-1314 14"x14"
- Tom de piso MFT-1318 18"x16"
- MSD-1365SJ 13"x6.5" Steve Jordan Signature Snare Drum Club Jordan Cocktail Drum System.

Paiste:
- Thin Crash tradicionales como hi-hats 2 x 17"
- 2002 Crash 22"
- Traditionals Light Ride 22"
- Traditionals Light Ride 20"

Baquetas:
"Las baquetas fabricadas para Steve son livianas para un gran toque y sonido alrededor de los tambores y los timbales. Están hechos de pacana. L = 16 ½"; Dia. =.525".